# Eulechriops
Eulechriops är ett släkte av skalbaggar. Eulechriops ingår i familjen vivlar.

## Dottertaxa tillEulechriops, i alfabetisk ordning[1]
- Eulechriops albofasciatus
- Eulechriops albolineatus
- Eulechriops angusticollis
- Eulechriops auricollis
- Eulechriops bipunctatus
- Eulechriops biseriatus
- Eulechriops boops
- Eulechriops brevipes
- Eulechriops carinicollis
- Eulechriops chevrolati
- Eulechriops cinerascens
- Eulechriops conicicollis
- Eulechriops coruscus
- Eulechriops curtus
- Eulechriops cylindricollis
- Eulechriops dorsalis
- Eulechriops ductiles
- Eulechriops elongatus
- Eulechriops erythroleucus
- Eulechriops filirostris
- Eulechriops flavitarsis
- Eulechriops fulvipennis
- Eulechriops gossypii
- Eulechriops gracilis
- Eulechriops ingae
- Eulechriops laevirostris
- Eulechriops leucospilus
- Eulechriops limolatus
- Eulechriops longipennis
- Eulechriops lugubris
- Eulechriops maculicollis
- Eulechriops melancholicus
- Eulechriops melas
- Eulechriops minutissimus
- Eulechriops muticus
- Eulechriops nanus
- Eulechriops niger
- Eulechriops nigrolineatus
- Eulechriops nitidus
- Eulechriops ochraceus
- Eulechriops ornatus
- Eulechriops parallelus
- Eulechriops parvulus
- Eulechriops perplexus
- Eulechriops perpusillus
- Eulechriops pictus
- Eulechriops plagiatus
- Eulechriops pusillus
- Eulechriops pygmaeus
- Eulechriops rufipes
- Eulechriops rufirostris
- Eulechriops scutulatus
- Eulechriops septemnotatus
- Eulechriops seriatus
- Eulechriops sexnotatus
- Eulechriops sibinioides
- Eulechriops squamulatus
- Eulechriops subbifasciatus
- Eulechriops suturalis
- Eulechriops tenuirostris
- Eulechriops trifasciatus
- Eulechriops tuberculifer
- Eulechriops variegatus